# Ниццола, Гарибальдо
Гарибальдо "Бальдо" Ниццола (итал. Garibaldo Nizzola; 3 декабря 1927, Генуя, Италия — 26 декабря 2012, Генуя, Италия) — итальянский борец вольного стиля, призёр чемпионата мира и Кубка мира, участник четырёх Олимпиад.

Сын Марчелло Ниццолы, серебряного призёра Олимпийских игр (1932) по греко-римской борьбе.

## Спортивная карьера
- Серебряный призёр чемпионата мира (1951).
- Бронзовый призёр Кубка мира (1958).
- Серебряный призёр Средиземноморских игр (1951).
- Выступал на Олимпийских играх 1948 года в Лондоне (4 место), Олимпийских играх 1952 года в Хельсинки (б/м), Олимпийских играх 1956 года в Мельбурне (5 место) и Олимпийских играх 1960 года в Риме (6 место).